# Žlutice
Žlutice (Duits: Luditz) is een stad en Tsjechische gemeente in de regio Karlsbad. De stad ligt op 497 meter hoogte aan de zuidoostzijde van het gebergte Doupovské Hory. De gemeente, waardoor de rivier Střela loopt, ligt zo'n 10 kilometer ten zuidoosten van Bochov.

## Geografie
De volgende plaatsen behoren eveneens tot de gemeente:
- Knínice
- Protivec
- Ratiboř
- Skoky
- Verušice
- Veselov
- Vladořice
- Záhořice

## Etymologie
De naam van de stad stamt waarschijnlijk af van de stamvader van een adelgeslacht genaamd Žlutici. Al in het jaar 1214 werd de naam van de stad in de Duitse vorm zonder Z geschreven: "civitatem Ludicz". Ook in officiële boeken van het bisdom van Praag werd tussen 1356 en 1435 de Duitse schrijfwijze Luticz aangehouden.

## Geschiedenis
Žlutice werd voor het eerst vermeld in 1140. Volgens een van de documenten uit het klooster van Kladruby schonk groothertog Zdimír in 1140 Žlutice samen met de dorpen Bukovina en Hradec aan het klooster.
In de tweede helft van de 13e eeuw werd het dorp verworven door de Heren van Rýzmburk, die Žlutice tot 1415 in eigendom hadden. Onder hen werd het dorp gepromoveerd tot stad, werd er een stadswapen gemaakt en mochten er vestingwerken worden gebouwd (vanaf 1280).
In 1403 werd Žlutice opgesplitst, maar de eigendomsverhoudingen zijn onduidelijk. In 1415 verkocht Jan Boreš van Rýzmburk in ieder geval zijn helft aan Hendrik van Elsterberg, maar Hendrik verhuisde niet naar het kasteel van Žlutice. Als katholiek leefde hij de rest van zijn leven in voortdurende gevechten met de Hussieten. In 1416 verkreeg de nieuwe eigenaar het recht om een jaarlijkse markt in de stad te houden. In 1421 werd Žlutice deels bezet door het Praagse kruisvaardersleger. Het leger wist de stad volledig in te nemen op Eerste Paasdag 1422, maar lieten er hun garnizoen niet achter waardoor de kerk katholiek bleef. Na de dood van Hendrik nam de Hussitische landvoogd Jakoubek van Vřesovice de stad in. Hij werd in 1427 verdreven, maar Jakoubek bleef druk uitoefenen op Hendriks weduwe Margaretha. Uiteindelijk gaf ze zich gewonnen en verkocht Žlutice in 1428 aan Jakoubek.
In 1447 stichtte Jakoubek drie voorsteden: Kralovice, Chudobice en Nad městem (later: Horní). In de jaren erna stichtte hij nóg eens twee voorsteden: Hladov en Lomnice. Het aangezicht van de stad veranderde daardoor, maar ook door de uitbreiding van het kasteel van Žlutice, een voormalige vesting van Rýzmburk, en de bouw van de kastelen van Nevděk en Mazanec. De goede economische situatie van de stad zelf, waartoe de handel in zout bijdroeg, leidde in 1441 tot de bouw van een ziekenhuis, toegewijd aan Sint-Elisabeth, in 1448 uitgebreid met een kapel. In 1459 werd een stadsbrouwerij gesticht.
In de 16e eeuw beleefde de stad een nóg grotere bloeiperiode. Zo werd in 1536 het grootste huis in de stad aangekocht, toen eigendom van stadhouder Parásek, om er een stadhuis in te vestigen. Het stadhuis is hier nog steeds gevestigd. De functie van gemeentesecretaris werd bekleed door een universitair gediplomeerde en ook andere leden van de gemeenteraad hadden een universitaire opleiding genoten. In de stadsboeken werd voortaan Boheems geschreven (daarvoor werd in het Latijn geschreven) met een verfijnder handschrift. De Latijnse school van de stad stuurde steeds meer leerlingen door naar de universiteit van Praag.
In 1633 werd de stad getroffen door de pest, waaraan binnen zes maanden 321 mensen stierven. Als gevolg van de epidemie en de Dertigjarige Oorlog daalde het aantal inwoners en huizen met 40%. In 1680 was er in Žlutice een opstand van horigen, die door het keizerlijke leger werden neergeslagen. Vijf boerenleiders die deelnamen aan de opstand werden geëxecuteerd.
Vanaf het midden van de 17e eeuw werd de stad steeds Duitser en vanaf het einde van de 17e eeuw werd ook het stadhuis in het Duits bestuurd.
In 1680 bouwde Ferdinand Hroznata Kokořovec, die tot graaf was bevorderd, de burcht van Žlutice om tot een kasteel met opvallende kasteeltuin. In 1704 werd op het plein een kolom van de Heilige Drievuldigheid geplaatst, ontworpen door de plaatselijke beeldhouwer Oswald Wendy.
Ferdinand Jakub, graaf van Kokořov en kleinzoon van Ferdinand Hroznata Kokořovec, verplaatste zijn residentie in 1731 van het kasteel in Žlutice naar het kasteel in Štědrá. In 1761 brandde het kasteel van Žlutice door blikseminslag af en werd niet herbouwd. Volgens een volksverhaal zouden de stenen hergebruikt voor de herbouw van de pastorie, die ook was afgebrand. De tweede brand in 1769 trof de stad zó zwaar dat alle huizen (grotendeels) afbrandden en alleen de parochiekerk intact bleef.
Het aanzien van Žlutice nam toe toen in 1850 de bestuurszetel van het gelijknamige gerechtelijk en politiek district in de stad werd gevestigd. Dit bleef zo tot 1948. In die tijd was de bevolking van de stad voornamelijk werkzaam in de landbouw. Na de aanleg van de spoorlijn Rakovník - Bečov nad Teplou in 1897 vestigden zich steeds meer ondernemingen in de stad.
In 1938-1945 werd, als gevolg van het Verdrag van München, Žlutice aan Duitsland toegekend. In februari 1945 was de stad doelwit van een Britse luchtaanval, die echter geen grote schade aanrichtte. De ontwikkeling van de stad stagneerde tot de jaren 1960. In 1968 werd de bouw van een stuwmeer voltooid en in de jaren zeventig en tachtig werden vinexwijken gebouwd.

## Verkeer en vervoer

### Wegen
De volgende wegen lopen langs of door de stad:
- Weg II/193: Žlutice - Stříbro - Horšovský Týn - Domažlice
- Weg II/205: Vahaneč - Žlutice - Manětín - Město Touškov
- Weg II/226: Záhořice - Chýše - Lubenec - Vroutek - Podbořany - Pšov

### Spoorlijnen

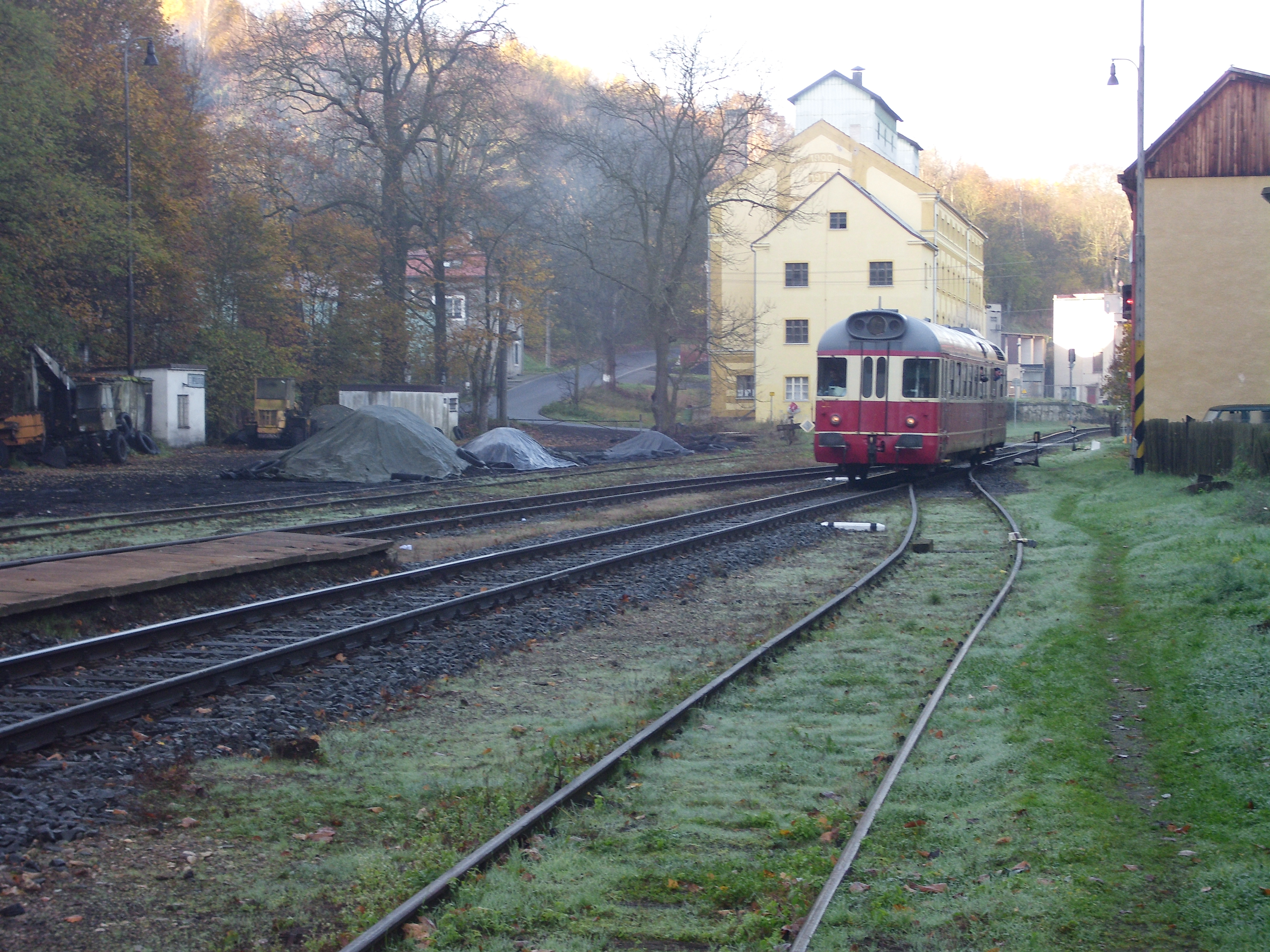
Station Žlutice

Binnen de gemeente liggen drie spoorwegstations:
- Žlutice, aan lijn 161 Toužim - Chýše
- Záhořice, bij het gelijknamige dorpje, eveneens aan lijn 161 Toužim - Chýše
- Protivec, net ten zuiden van het dorpje Protivec - vlakbij dit station takt lijn 163 naar Bochov af

### Buslijnen
Vanuit Žlutice rijden bussen naar Karlsbad, Toužim, Pilsen, Chyší, Valč en Mariënbad.

## Bezienswaardigheden

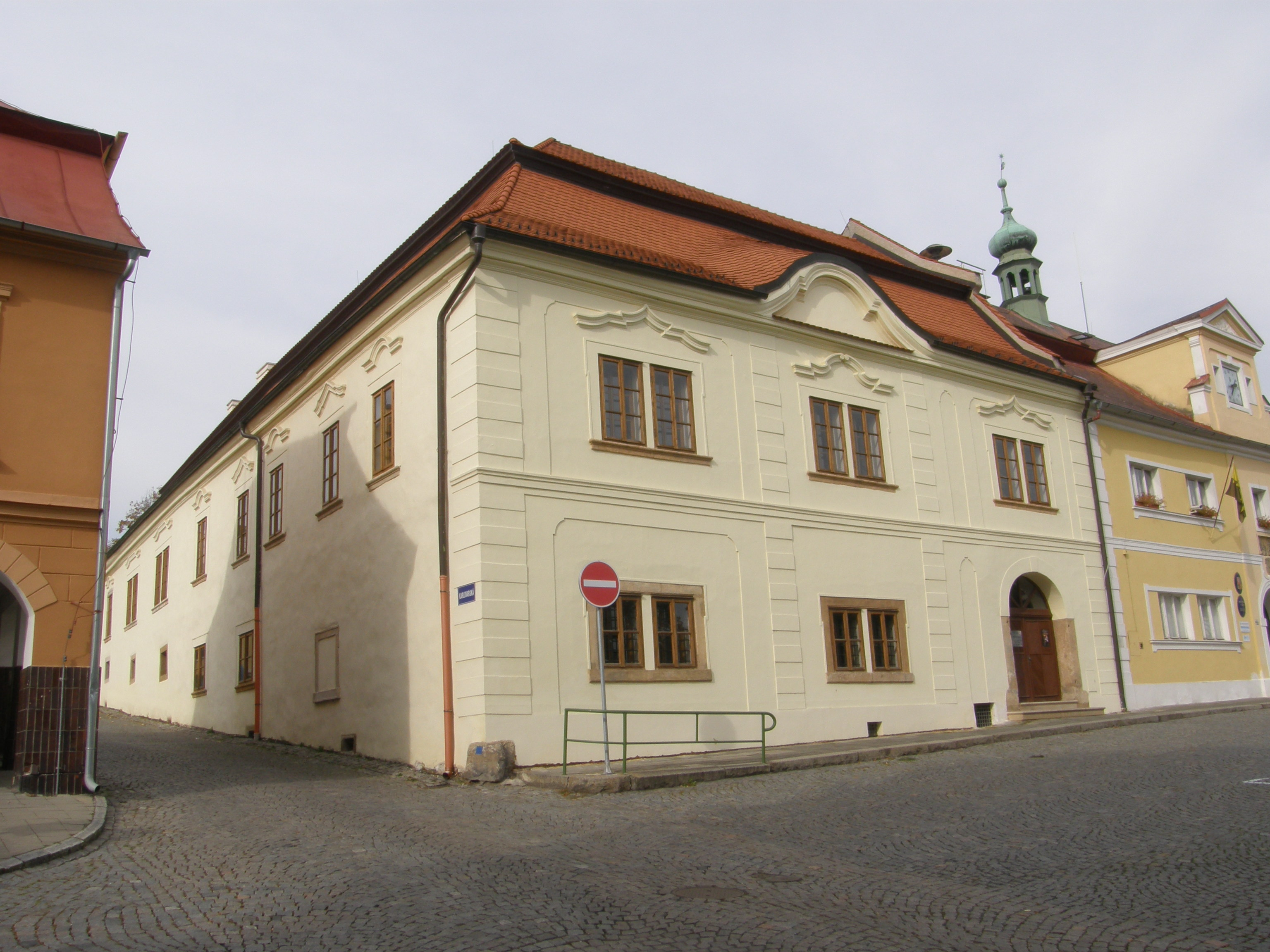
Stedelijk museum van Žlutice

Het centrum van de stad is historisch en tevens beschermd stadsgezicht. Aan het Grote Plein staan het stadhuis en stedelijk museum. Het museum is hoofdzakelijk gewijd aan het Hussitisme en de stads- en streekgeschiedenis. Op het midden van het plein staan een fontein en de Heilige Drievuldigheidskolom uit 1701-1704.
Op het noordwestelijk deel van het plein staat een kasteelpoort van het voormalige kasteel, dat bewoond werd door de heren die de stad in eigendom hadden. Het kasteel stond toentertijd net buiten de stad. Tot de brand van 1761, waarbij het kasteel verwoest werd, was er ook een kasteeltuin.

### Stadhuis

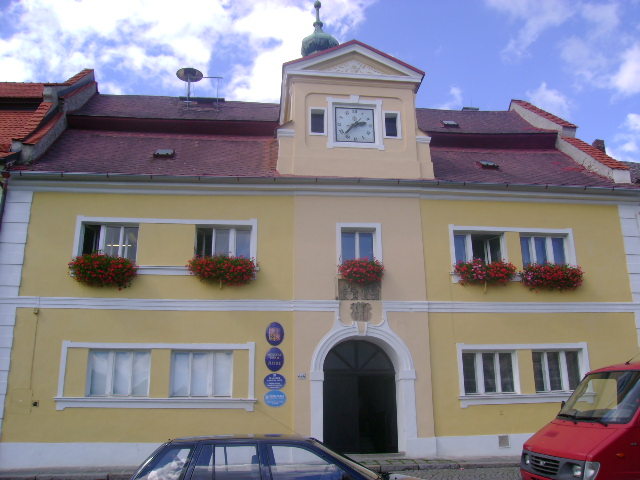
Stadhuis van Žlutice voor de renovatie in 2016

Voordat het stadhuis gebouwd werd, kwamen de mensen bijeen in particuliere huizen. Na de bouw van het stadhuis kocht de stad tevens het in de volksmond geheten Grote huis (het huidige museum), eveneens aan het Grote Plein. In 1779 brandde het stadhuis volledig af, maar werd in 1781 herbouwd. In 1870 werd een klok geplaatst boven de ingang van het stadhuis. In 1905 werd het gebouw voor het eerst gerenoveerd.
Het stadhuis is gebouwd in renaissancestijl. De voorgevel en ramen werden in 2016 in historische staat hersteld.

### Petrus-Pauluskerk

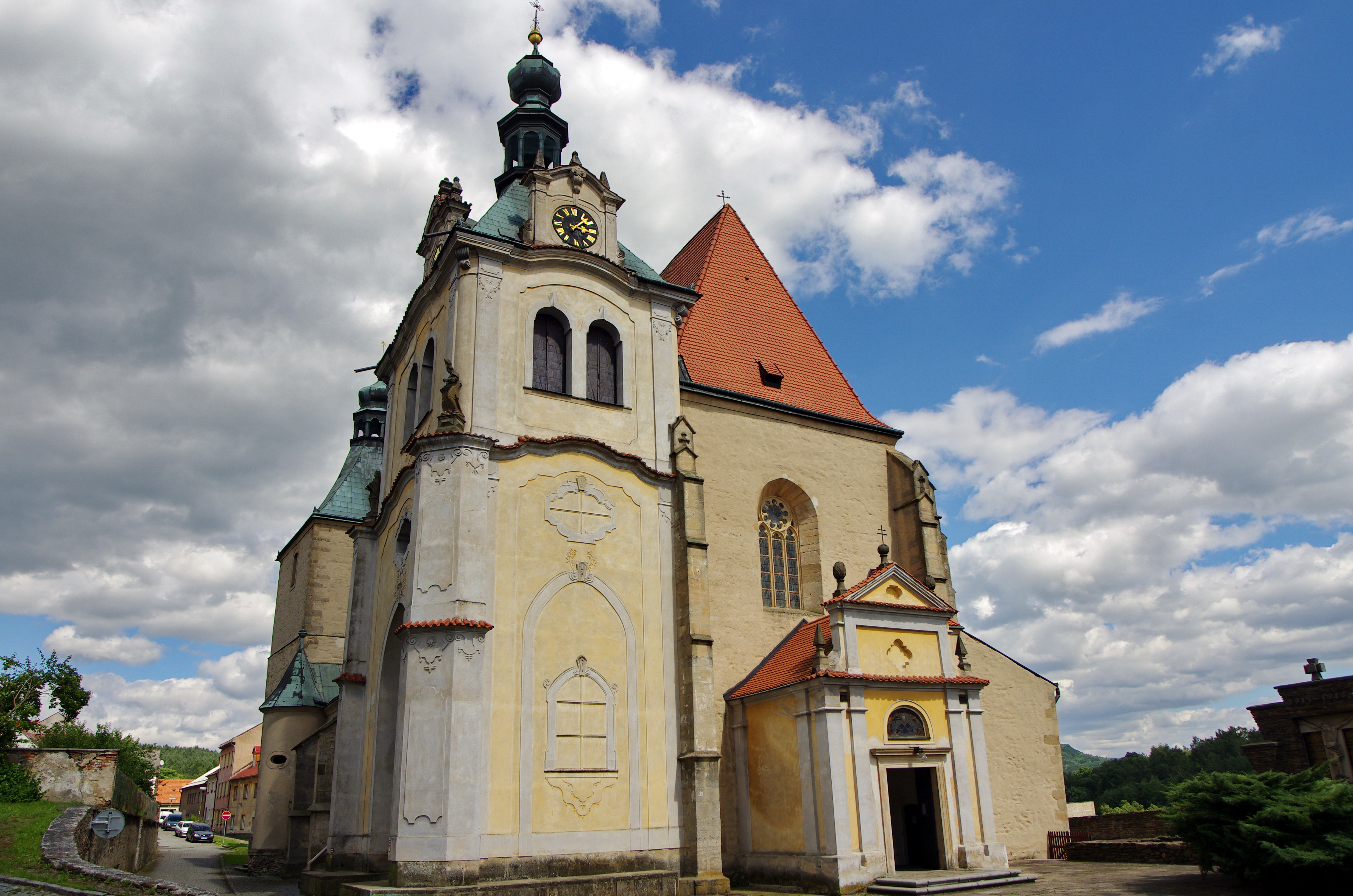
Petrus-Pauluskerk

De kerk is gebouwd in de tweede helft van de 14e eeuw en is toegewijd aan Sint-Petrus en Sint-Paulus. Het schip is gewelfd met gotische bogen. Op de zuidermuur zijn resten aangetroffen van muurschilderingen uit 1435. In de kerk staat een orgel uit 1774-1775.

### Kerk van Sint-Nicolaas
De 13e-eeuwse Sint-Nicolaaskerk met bijbehorend kerkhof is het enige overblijfsel van het voormalige kerkdorp Středka. De kerk staat ongeveer een kilometer ten noordwesten van het centrum van Žlutice.

### Kelders en gangenstelsels
Vanaf de middeleeuwen zijn er kelders en ondergrondse gangen onder Žlutice gebouwd, meestal bestaande uit twee verdiepingen. De kelders werden gebruikt voor de opslag van voedsel en grondstoffen. Tegenwoordig is een deel van de gangenstelsels open voor het publiek.

## Stedenbanden
Rakovník heeft stedenbanden met:

- Warmensteinach, Duitsland
- Hurbanovo, Slowakije

## Galerij

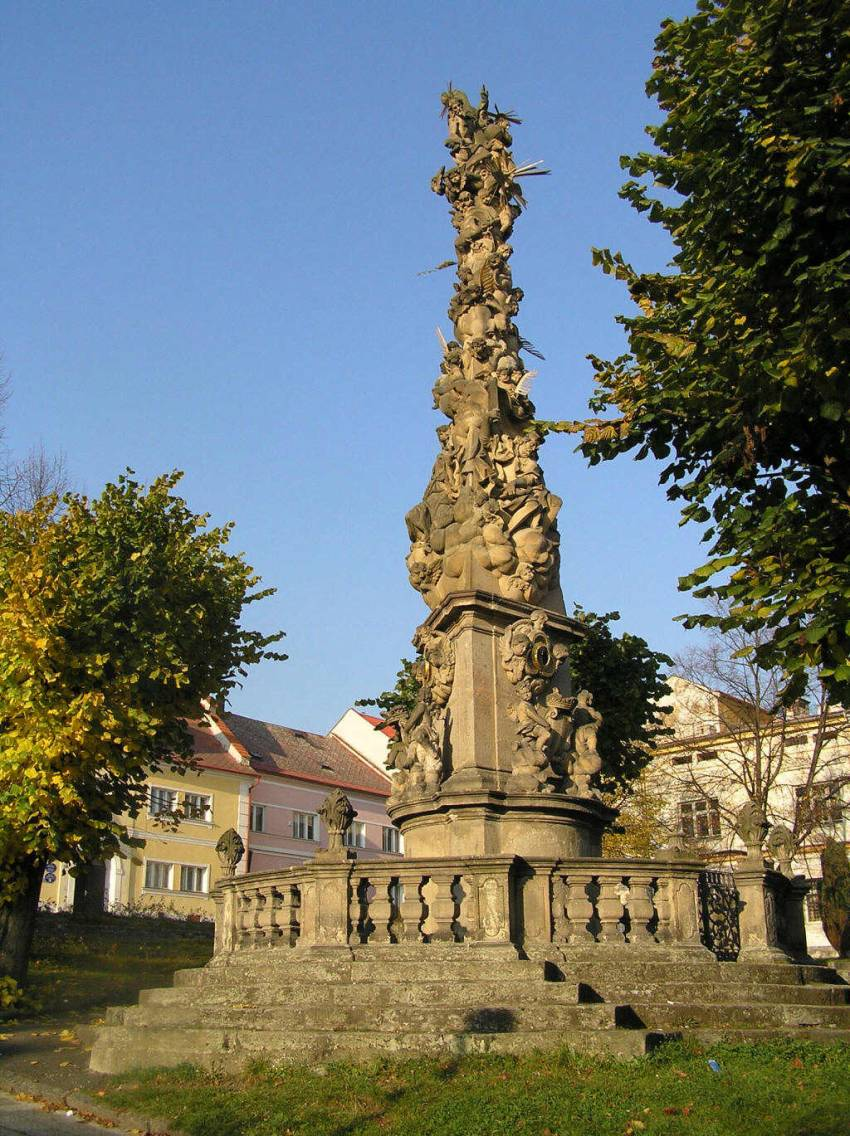
Heilige Drievuldigheidskolom, gemaakt door beeldhouwer Oswald Wendy
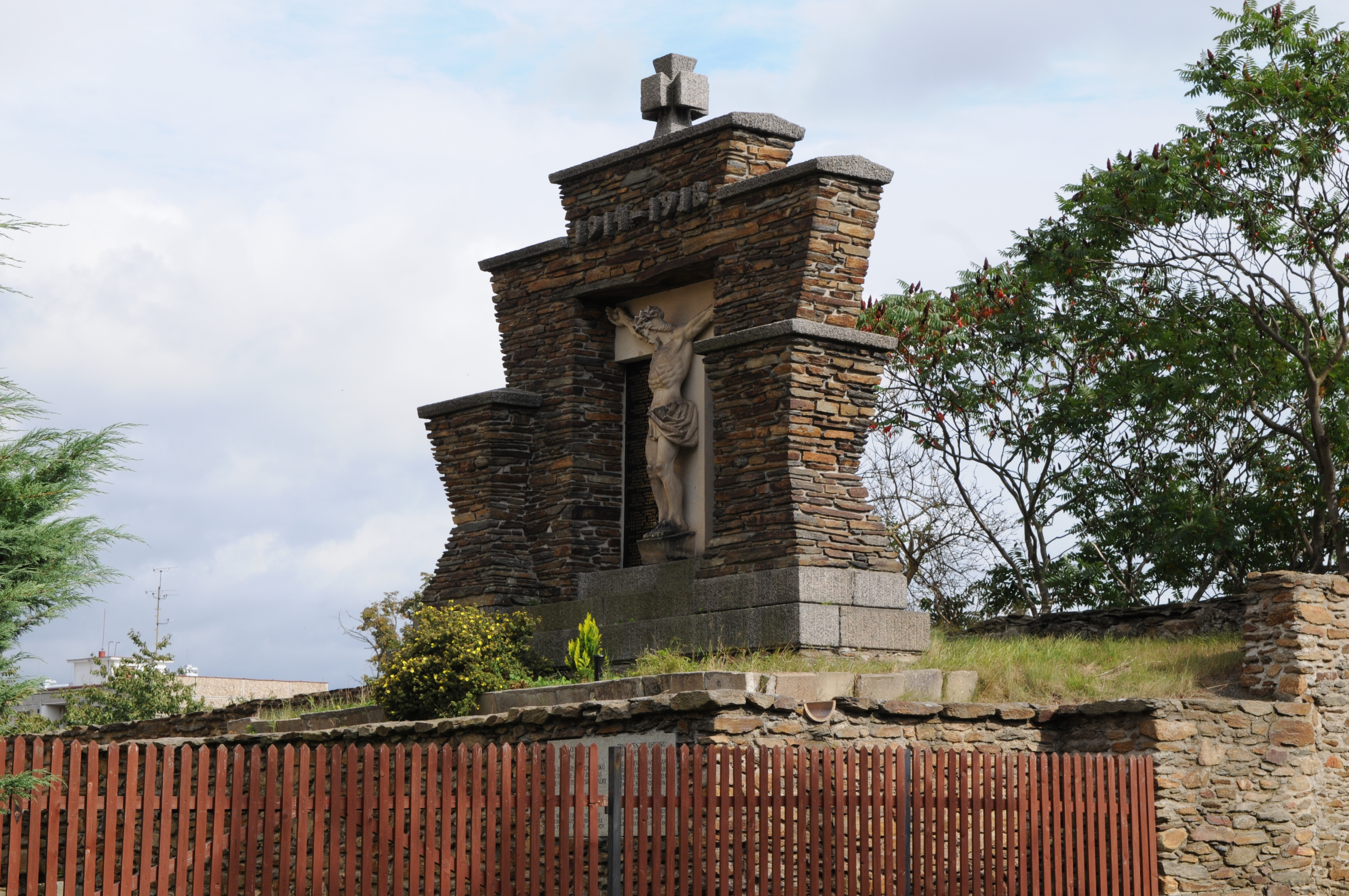
Herdenkingsmonument voor slachtoffers van de Eerste Wereldoorlog
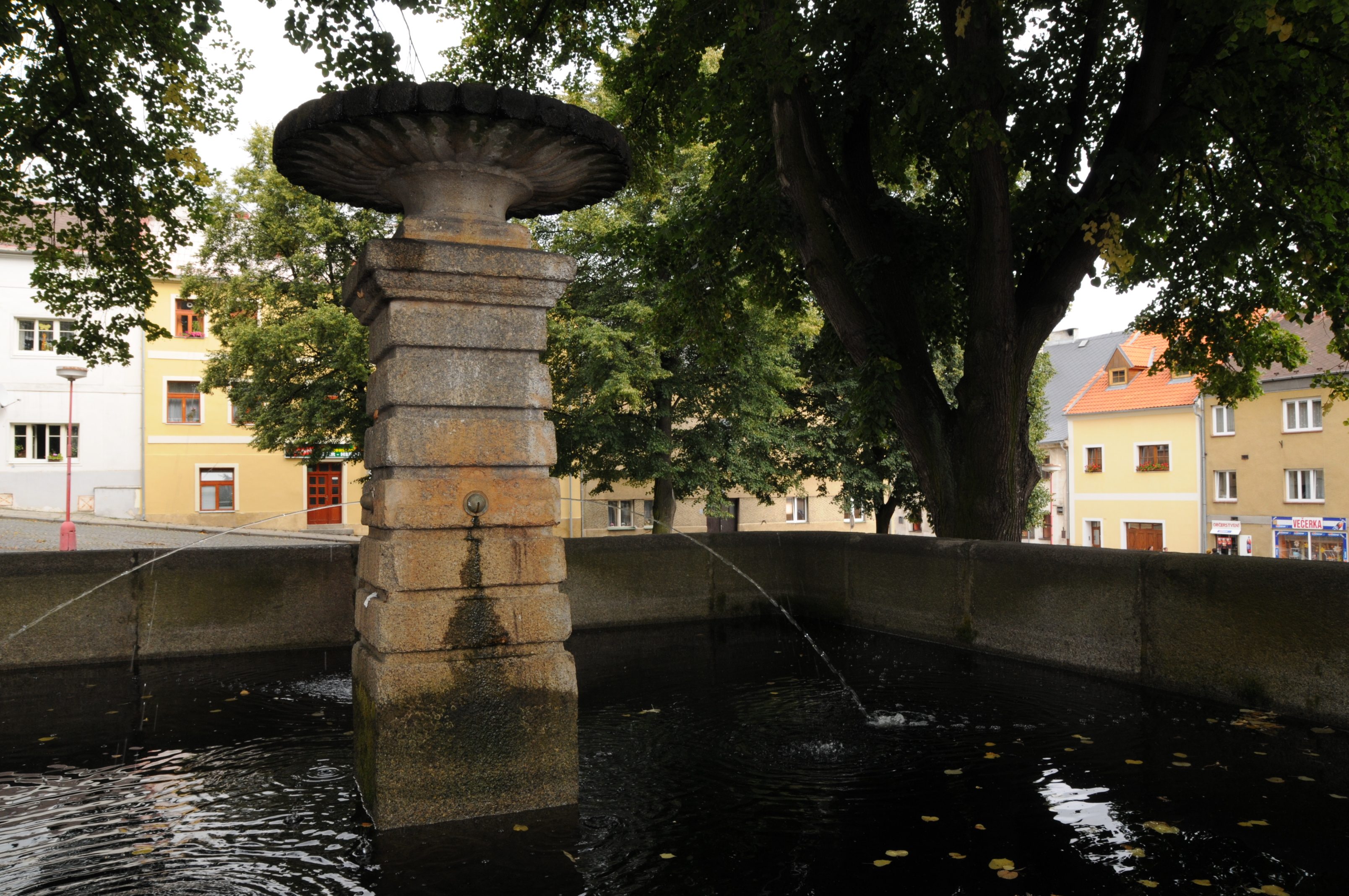
Fontein op het Grote Plein in Žlutice
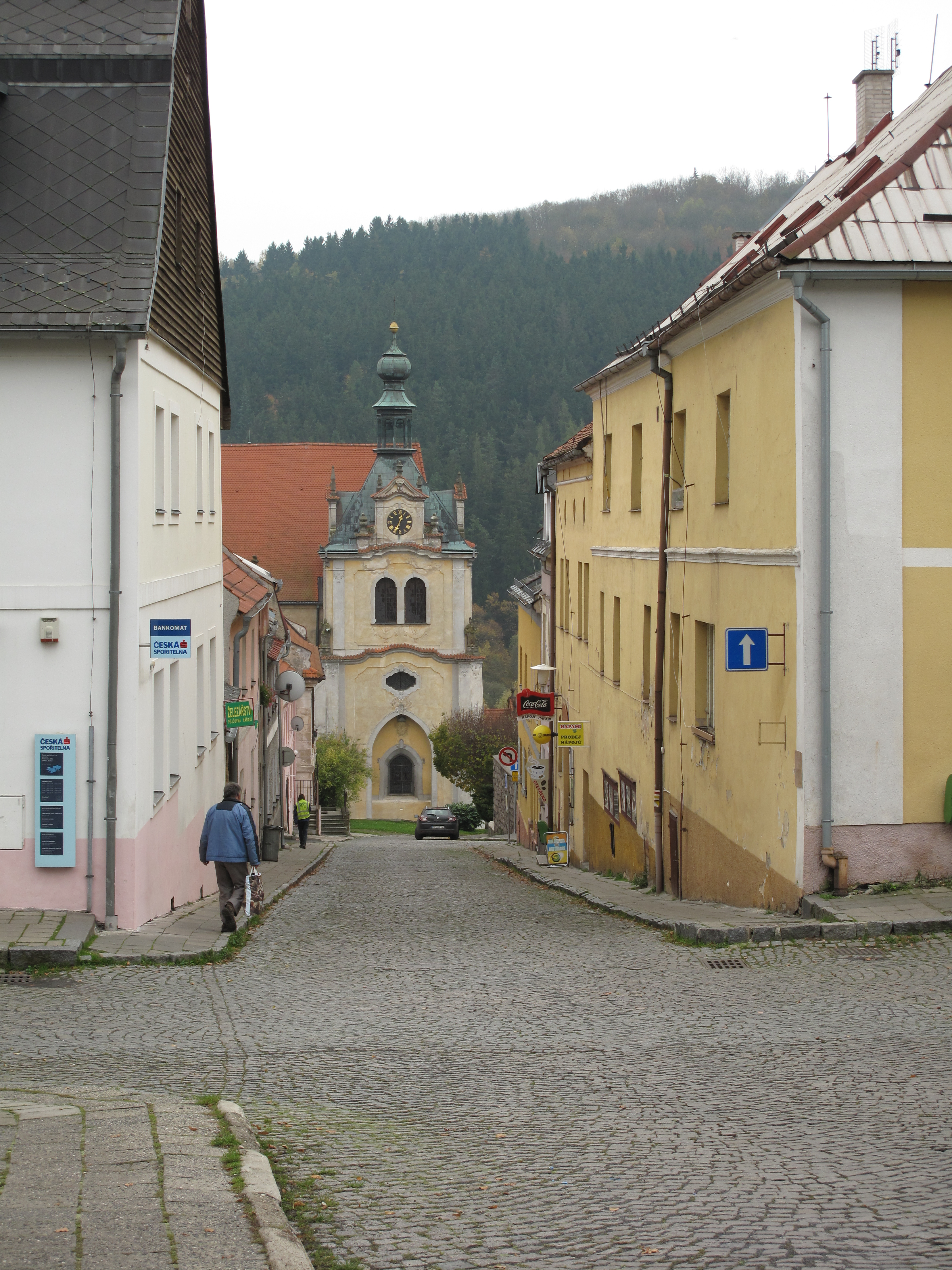
Straat in Žlutice
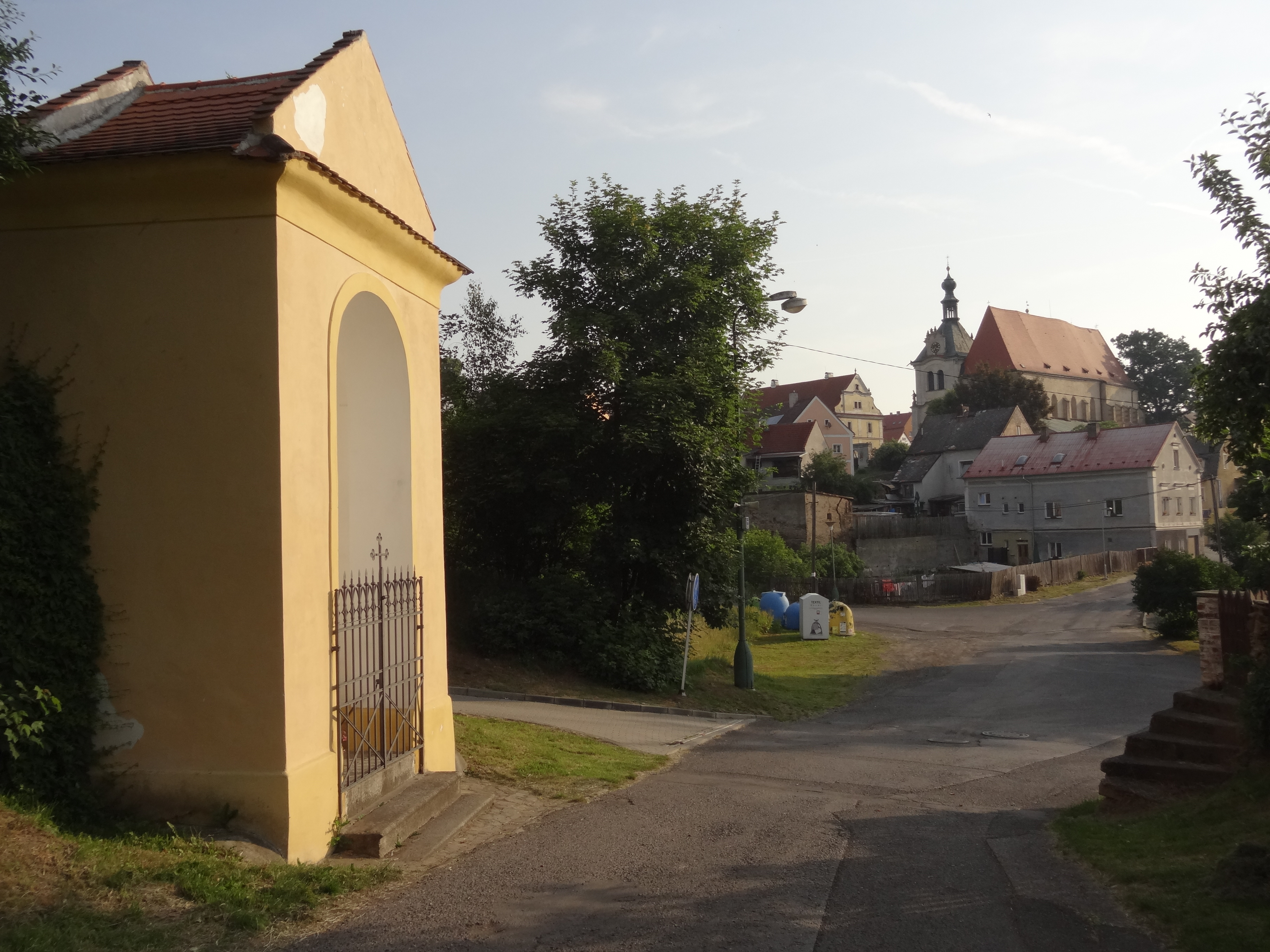
Heilige Kruiskapel
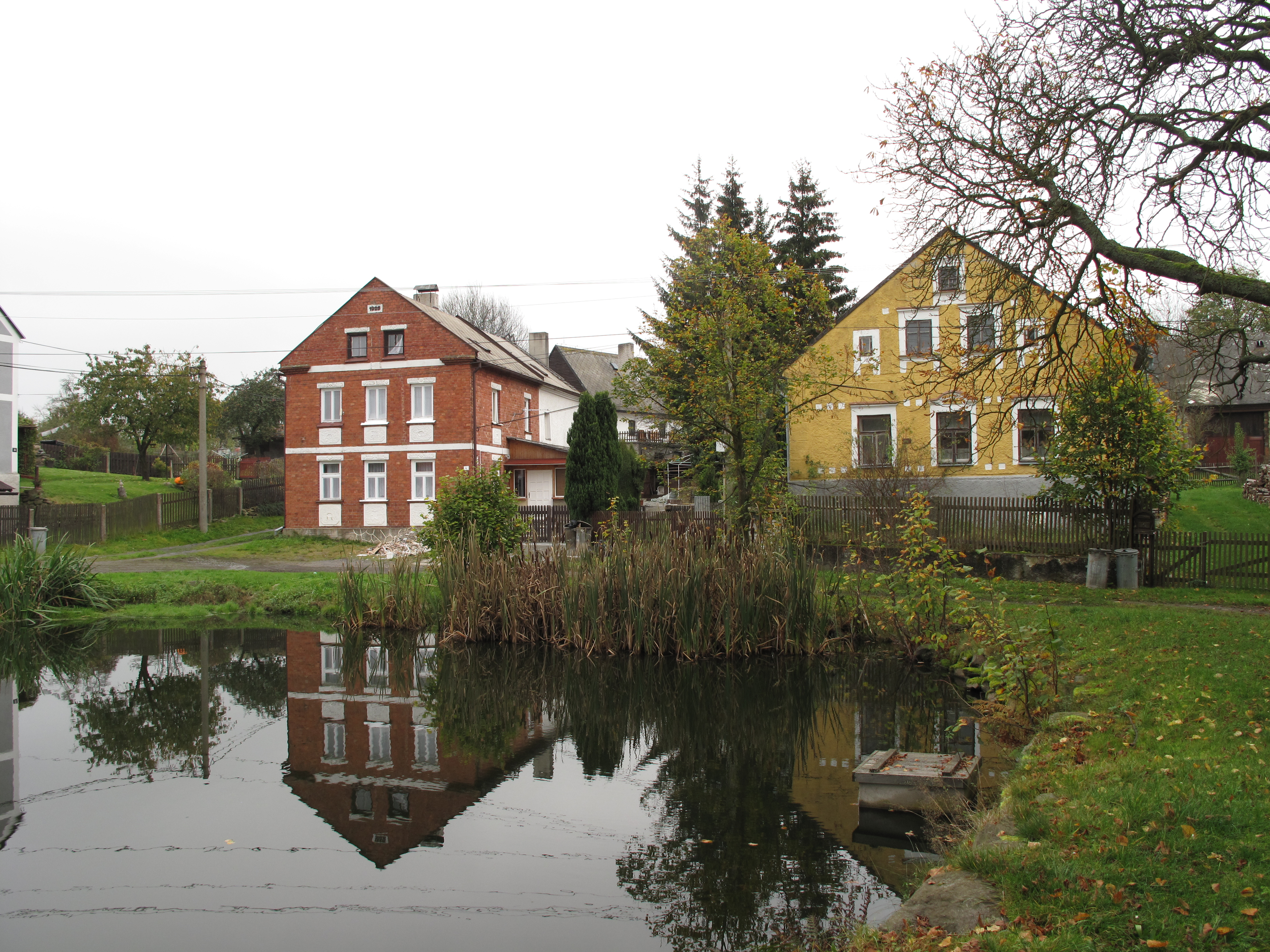
Huizen aan de vijver in Ratiboř
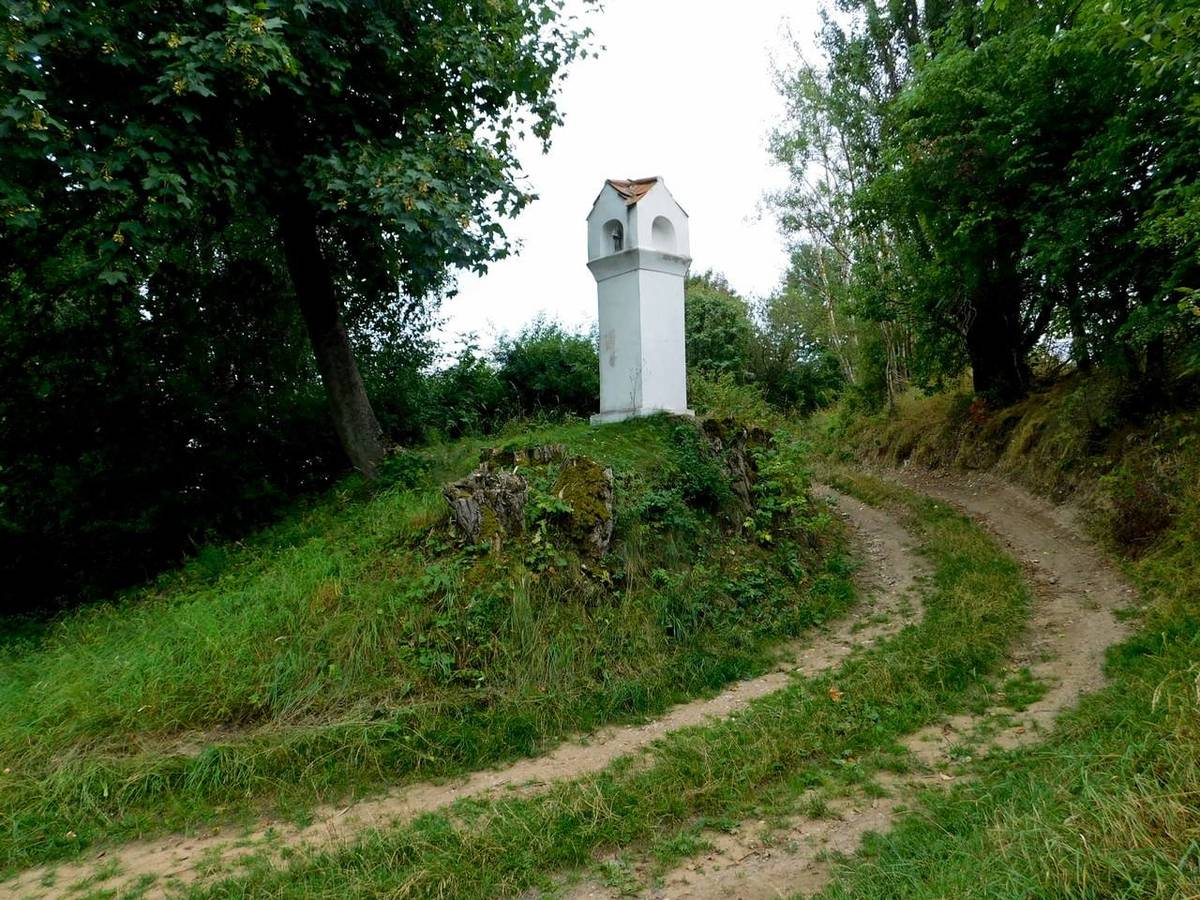
Schrijnkolom nabij Žlutice
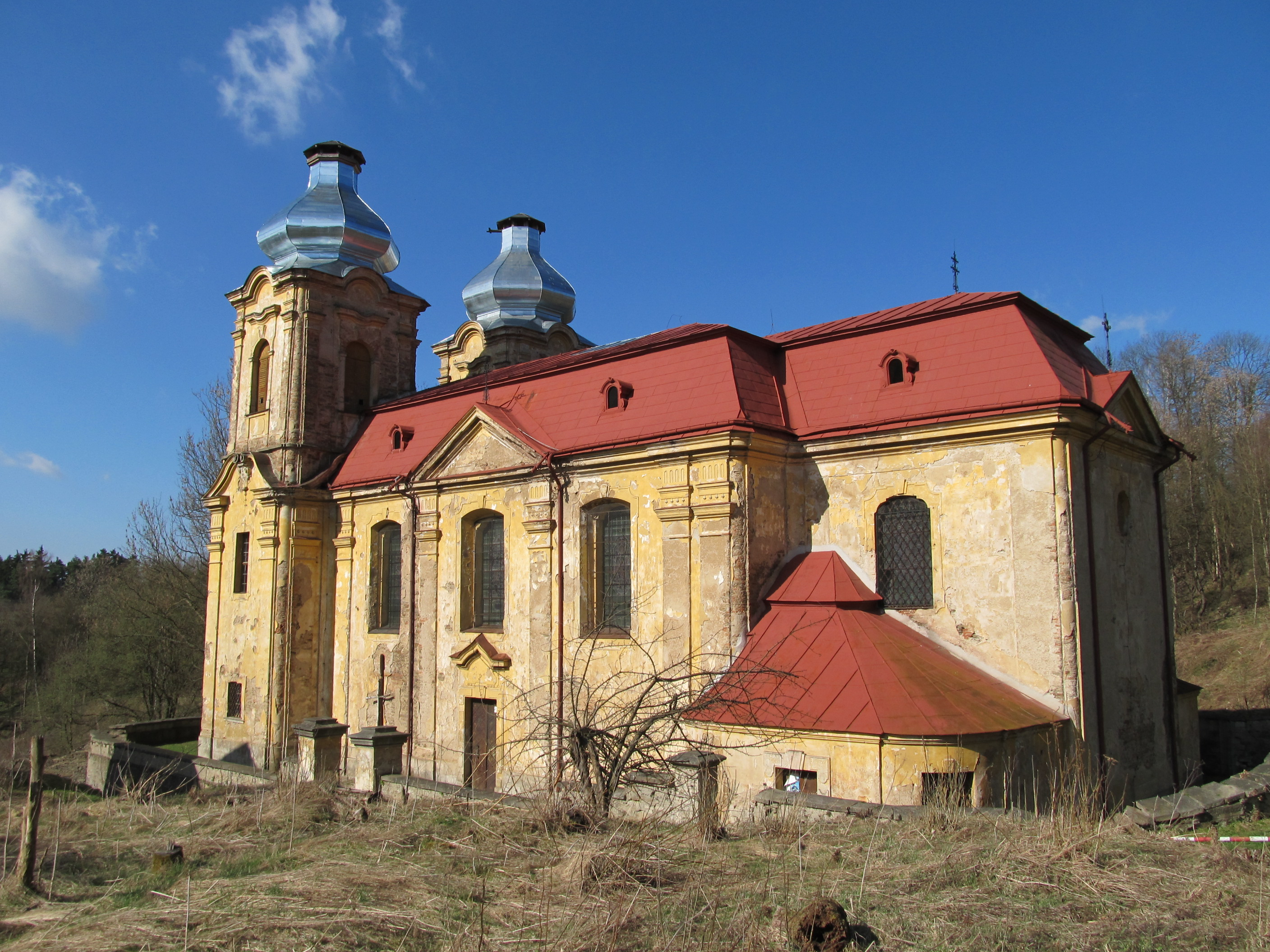
Kerk van de Visitatie van de Maagd Maria in Skoky
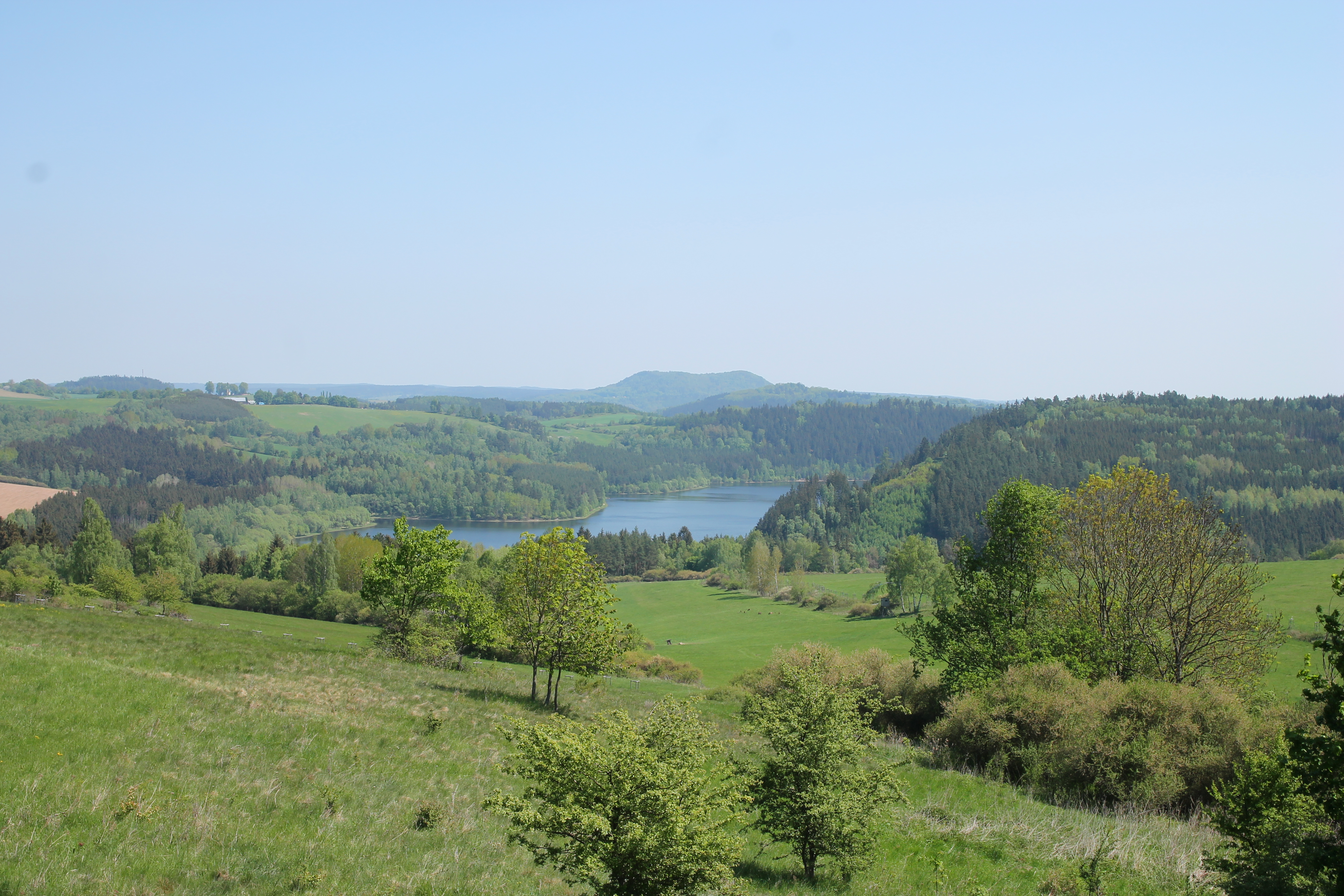
Heuvel bij Skoky
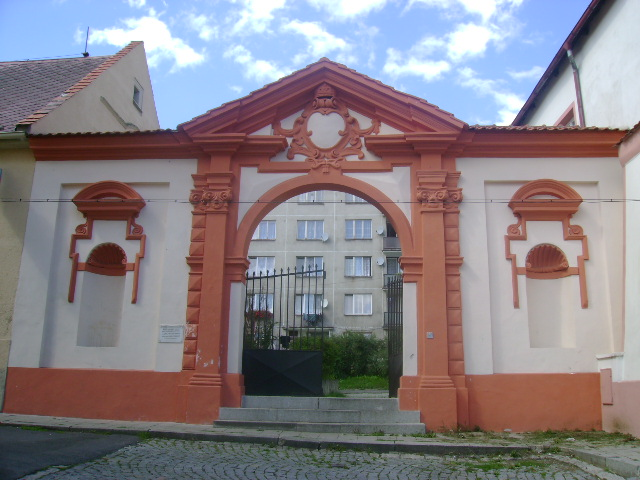
Voormalige kasteelpoort aan het Grote Plein in Žlutice